# Krotoszyn (powiat żniński)
Krotoszyn – wieś w Polsce położona w województwie kujawsko-pomorskim, w powiecie żnińskim, w gminie Barcin. Wieś jest siedzibą sołectwa Krotoszyn w którego skład wchodzi również miejscowość Wapienno.
Właścicielami Krotoszyna była rodzina Krotoskich herbu Leszczyc mająca w okolicy wiele innych majątków ziemskich (m.in. miasta Barcin i Pakość z rozległymi przyległościami oraz miasto Krotoszyn na południu Wielkopolski).
Po śmierci Andrzeja Krotoskiego, kasztelana kaliskiego właścicielami dóbr barcińskich, których częścią był Krotoszyn stała się jego jedyna córka Urszula wydana wcześniej za Mikołaja Sieniawskiego, podczaszego koronnego. 

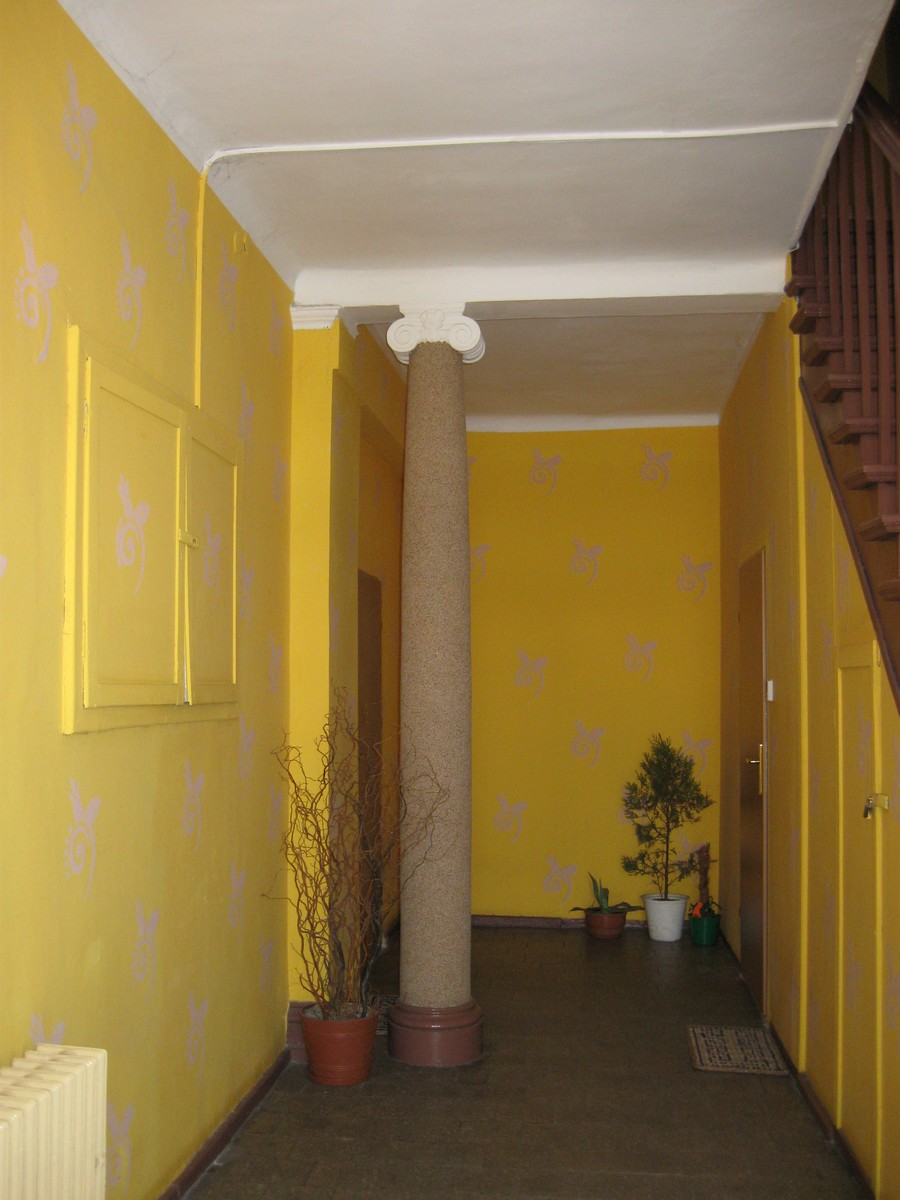
Wnętrze pałacu

## Demografia
W latach 1975–1998 miejscowość należała administracyjnie do województwa bydgoskiego. Według Narodowego Spisu Powszechnego (III 2011 r.) liczyła 519 mieszkańców. Jest czwartą co do wielkości miejscowością gminy Barcin.

## Zabytki
Według rejestru zabytków NID na listę zabytków wpisany jest zespół pałacowy, nr rej.: A/1598/1-2 z 5.10.2011: pałac (po 1871 r.) i park (XIX w.).